# Jesper Odelberg
Nils Jesper Odelberg, ursprungligen Emanuelsson, född 23 juli 1970 i Härlanda, är en svensk ståuppkomiker. Han fick sitt genombrott 1997 i TV-programmet Släng dig i brunnen. Han är känd för att vara självutlämnande och skämtar bland annat om cerebral pares, CP, då han själv har en CP-skada. Han är tvillingbror till låtskrivaren, artisten och fotografen Joakim Odelberg.

## Karriär
Jesper Odelberg växte upp i Ljungskile där han gjorde sitt första ståuppframträdande i oktober 1992 och började arbeta professionellt som komiker 1995. Han arbetade på Backa Teater i Göteborg 1994–1998 som produktionsassistent. 
Odelberg turnerar sedan 1995 över hela Sverige och Norge som stå-upp-komiker och sedan 1998 även som vissångare tillsammans med pianisten Thomas Darelid. 1997 erhöll han Bubbenpriset. 1998 gjorde Odelberg 70 föreställningar av "Den onde, den gode och den fule" tillsammans med Thomas Oredsson, Jan Bylund och Håkan Jäder i Riksteaterns regi.
År 1999 spelade Odelberg in albumet Jesper Odelberg där han tolkar svenska visor. Samma år åkte han på turné med ”Stå-upp-tåget” tillsammans med Martin Ljung, Adde Malmberg, Jan Bylund, Lasse Lindroth (Ali Hussein), Johan Glans, David Batra, Ann Westin och Mia Skäringer.
Åren 1999–2000 var Odelberg tillbaka på Backa Teater med den egna föreställningen ”Är du CP eller?”. Under början av 2000-talet uppträdde han i flera TV-program och galor, bland annat ”Triple & Touch i Trädgårn” och ’Världens Barn’. Senare var Odelberg med i krogshowen ”Stereo” tillsammans med Triple & Touch. 2003 spelade han Baltzar von Platen i pjäsen ”John Eriksson på Forsviks bruk” i regi av Lars Mullback.
Åren 2006–2007 medverkade Jesper Odelberg i tre säsonger i det norska tv-programmet ”Rikets Röst”. Här gjorde han humorinslag som undersökande reporter, vilka blivit vitt spridda över världen via Youtube. Under hösten 2006 turnerade Odelberg som sångare uppbackad av storbandet Bohuslän Big Band och pianisten Thomas Darelid. 2008 spelade Odelberg i Radioteaterns uppsättning av ”Woyzeck” i regi av Mellika Melani. 2012 inledde Odelberg ett samarbete med ståuppkomikern Anna Siekas och i september 2012 påbörjades deras Sverige-turné; ”Odelberg & Siekas kommer ut” Föreställningen regisserades av Kajsa Hedström. 
I februari 2013 bildade han Jesper Odelberg Band tillsammans med Gunnar Frick, Michael Krönlein, Göran Berg och Henrik Cederblom. 
I november 2013 spelade han ”Baron Tusenbach” i ”Att begära tre systrar” i regi av Mellika Melani på Göteborgs Stadsteater.
5 februari 2015 släppte han albumet ”Flaskpost” tillsammans med Jesper Odelberg Band.

## Politiskt engagemang
Åren 2002–2003 arbetade Odelberg som politiskt sakkunnig under socialminister Lars Engqvist i Göran Perssons regering. Inför EU-valet 2009 kandiderade Odelberg för Vänsterpartiet och fick tredje flest röster av partiets kandidater. Han kandiderade även i riksdagsvalet 2010. 2014 blev Odelberg invald som ersättare i Västra Götalands Regionen för Vänsterpartiet.

## Diskografi
- 1999 – Jesper Odelberg
- 2015 – Flaskpost
- 2017 – Torpederna (TV-serie)